# ユーカリが丘
ユーカリが丘（ユーカリがおか）は、千葉県佐倉市にあるニュータウン。ユーカリが丘1-7丁目・南ユーカリが丘・西ユーカリが丘1-7丁目・宮ノ台1-6丁目などを中心とする地域である。
不動産会社の山万が事業主体となって約245ヘクタールを開発し、1980年に住民の入居が始まった。2018年3月末時点で住宅7600戸に1万8000人程度が暮らしており、最終的には8400戸、人口3万人を計画している。山万はバブル経済期でも分譲戸数を年200～300に保つことでエリア内人口が一気に高齢化することを避け、空き地に保育所や公園を整備したり、中古住宅を買い取って移住希望者に販売したりしている。こうした長期視野に立った成長管理型の街づくりはグッドデザイン賞、建設大臣賞、国際交通安全学会賞、日本都市計画学会賞計画設計賞など数々の賞を受賞している。同社は公共交通機関として山万ユーカリが丘線を自ら整備・運営してニュータウン内を結び、ユーカリが丘駅を京成本線との乗換駅として東京都区部や千葉市などとの通勤・通学の便を図っている。

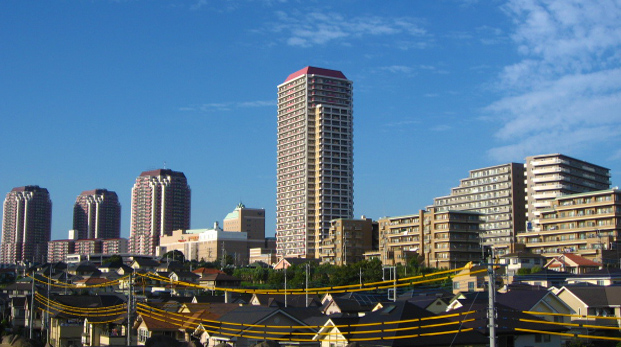
ユーカリが丘の超高層マンション群

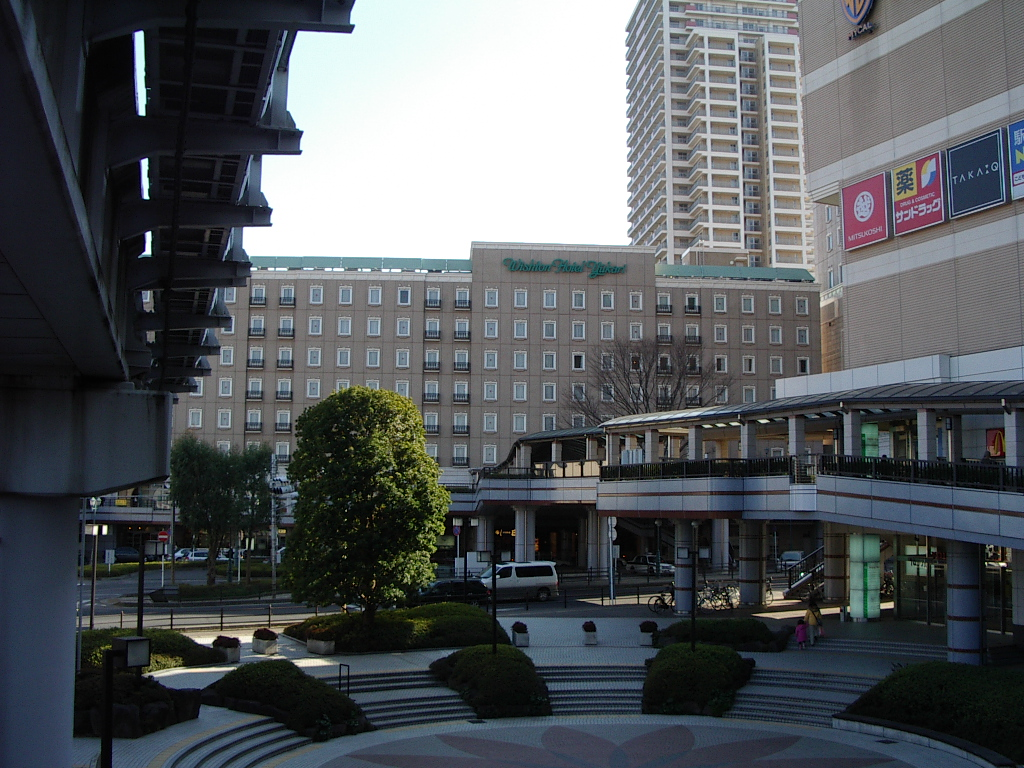
ユーカリが丘駅（京成電鉄・山万）

## 概要

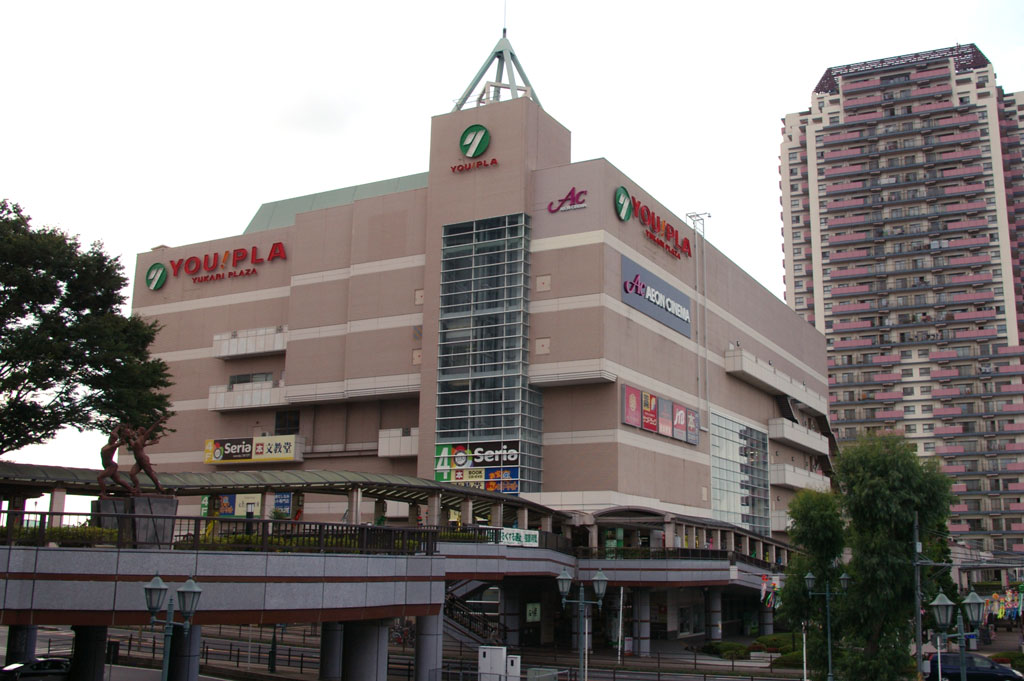
ユーカリプラザ（ユーカリプラザ）

1971年に不動産会社の山万が開発を始め、1979年に分譲が開始されたニュータウン。ユーカリが丘駅（京成電鉄・山万）を中心に、ユーカリが丘1-7丁目、宮ノ台1-6丁目、西ユーカリが丘1-6丁目、南ユーカリが丘、井野南土地区画整理事業地が含まれる。
東京都心から約38キロメートル、成田国際空港から約25キロメートルの距離に位置するベッドタウンとして機能しており、東京駅までの鉄道所要時間は47分。成田空港駅までの鉄道所要時間は30分。都市機能のハード面とソフト面の両方を山万が整備している。
ユーカリが丘は、通常のニュータウン開発手法である「分譲撤退型」ではなく、長期的な街づくりを前提とした「成長管理型」の開発が行われており、「自然と都市機能の調和」「少子高齢化」「安心・安全」「文化の発信」「高度情報通信化」の5つのキーワードに沿った、一貫した開発が行われている。キャッチコピーは「未来の見える街」。名称は開発元の山万が「殺菌作用や空気の清浄作用があり、環境にやさしい」というユーカリを自然環境と調和する都市の象徴として名付けたもの。これにちなんで駅前ロータリー、公園などタウン内には約20本のユーカリの木が植えてある。

### ハード整備

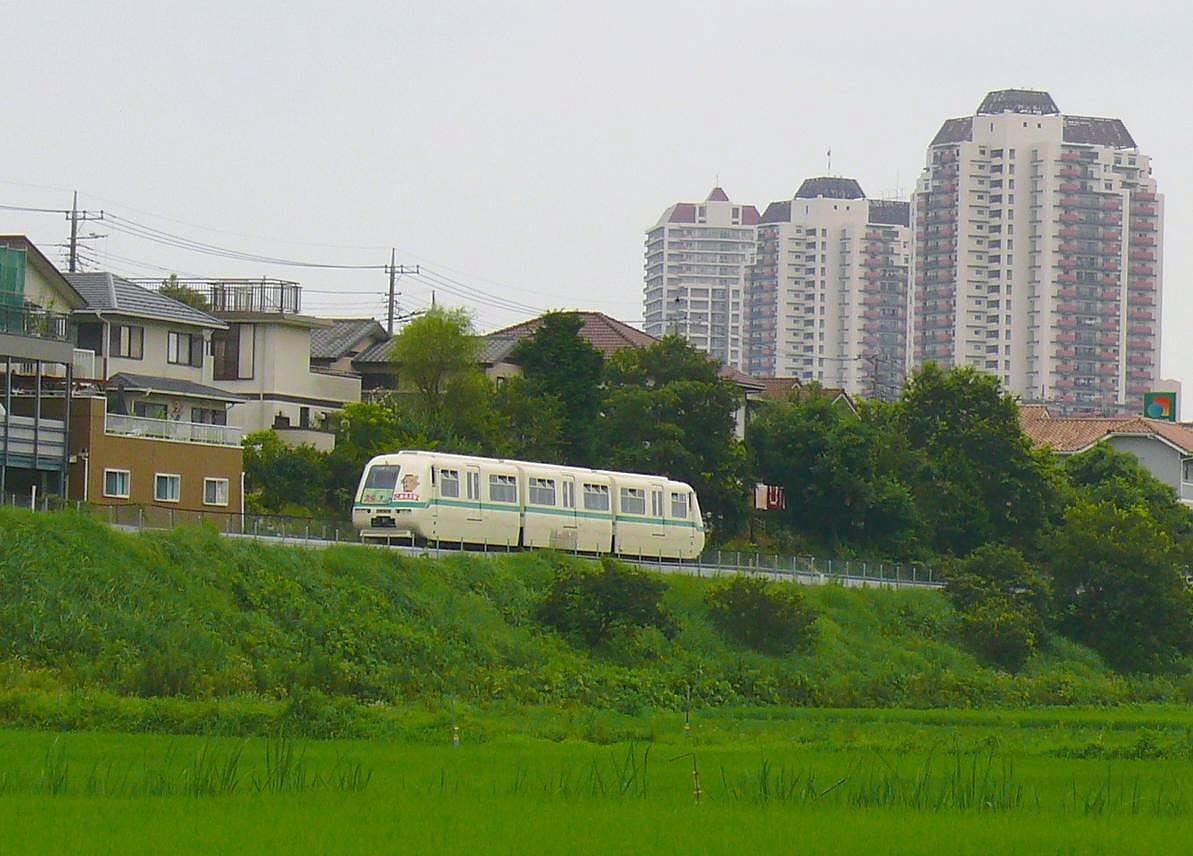
ニュータウン内を走る山万ユーカリが丘線

ニュータウン内には山万がVONAを用いて運行する新交通システム（AGT）山万ユーカリが丘線が走っており、京成電鉄ユーカリが丘駅に接続している。ユーカリが丘駅前のユーカリが丘4丁目は、超高層住宅・商業施設・放送局・総合子育て支援センターの入る複合開発「スカイプラザ・ユーカリが丘」や、ウィシュトンホテル・ユーカリ、シネマコンプレックスを擁したショッピングセンターのユーカリプラザ等の超高層住宅・商業立体開発エリアとして整備されている。ユーカリが丘4丁目の大部分は、佐倉市唯一の高度利用地区として設定されている。
ユーカリが丘駅を離れると、ユーカリが丘線の各駅周辺は、集合住宅の立体開発、それ以外のエリアは一戸建が主体の平面開発エリアとなっている。これは、商業の利便性と良好な住環境維持の両面を実現するための施策である。
良好な住環境を維持するため、ユーカリが丘の開発当初から全域に建築協定を設定。住宅間のブロック塀設置の制限や植栽による緑化を義務付けるとともに、一定面積以下の宅地分割を規制していた。現在では、佐倉市の制定する地区計画に継承され、条例化されている。
ユーカリが丘内に整備されている総合子育て支援センターや保育所、老人保健施設、グループホーム、温浴施設、ホテルなどの施設は、全て山万グループが整備・運営している。
ユーカリが丘は、都市計画の立案から都市機能の整備・運営まで民間会社主導で行われているのが特徴である。新交通システムであるユーカリが丘線も山万が立案した都市計画に盛り込まれていたが、これが提示された佐倉市はバスを並走させることも考えていた。しかし環境保護を重視した山万はこれに難色を示し、この時点でのバス路線は実現しなかった。

### ソフト整備

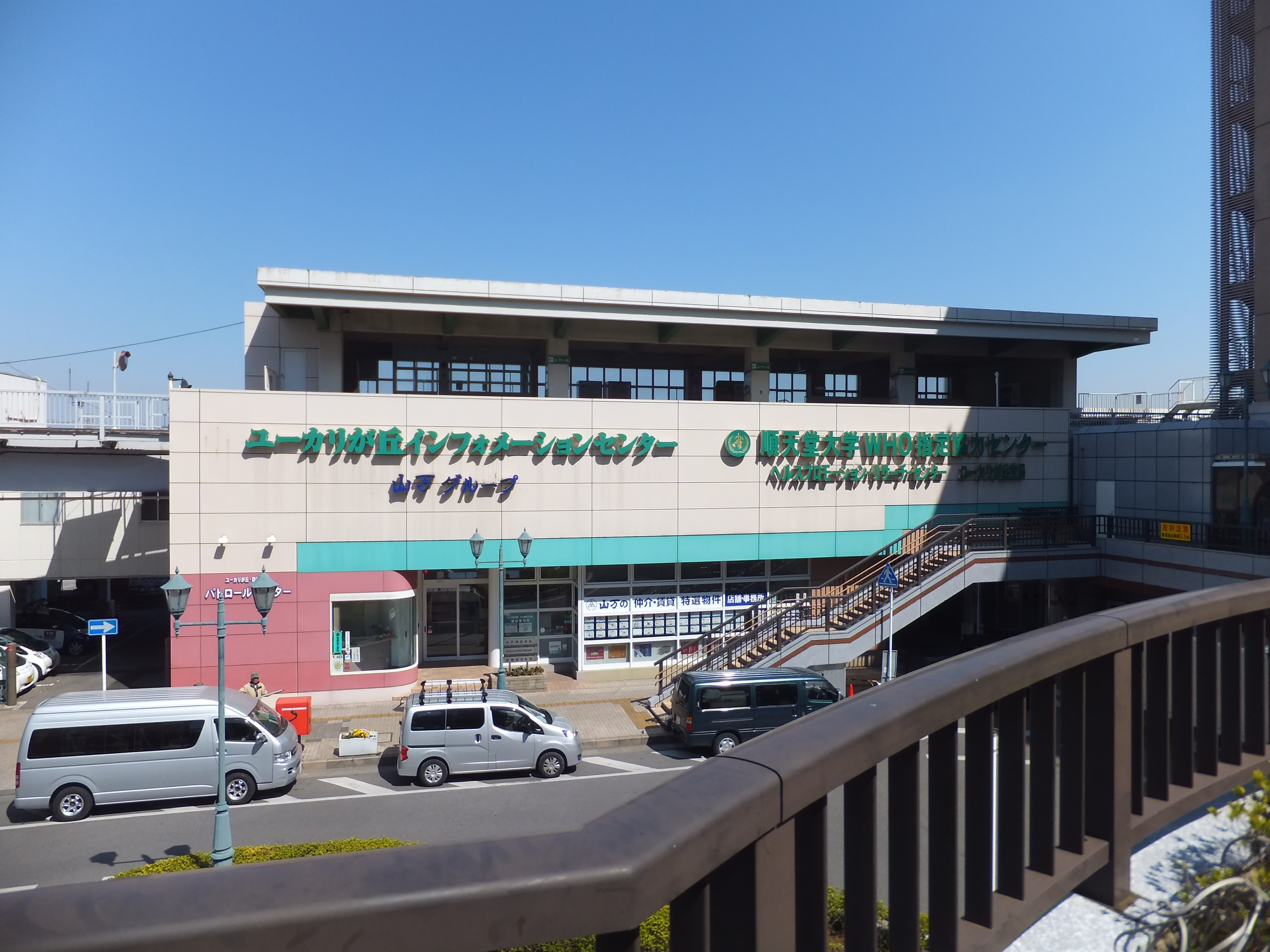
ユーカリが丘インフォメーションセンター

ユーカリが丘では、毎年の分譲件数を一定に決めており、コンスタントに若い世代を入居させることで、居住世代を分散化するように配慮されている。このため、日本各地のニュータウンで急速に進んでいる住民の高齢化による過疎化が起きにくくなっている。また、ユーカリが丘地域内での住替えを簡単にするための「ハッピーサークルシステム」が整備されており、生活スタイルに合った住替えが容易になる配慮がなされている。これも、居住世代を分散化する配慮の一環である。
ユーカリが丘内の市民の足であるユーカリが丘線の運営やユーカリが丘内の警備を請負うワイ･エム･セキュリティー、総合子育て支援センター ユーキッズ、認可保育所 ハローキッズ、認可外保育所ユーカリ・マイキッズなどの施設の運営も山万もしくは山万の関連会社が行っており、本来行政の行うべき機能も一部担っている。
独居高齢者対策や、市民の声をヒアリングしユーカリが丘の開発やサービス提供に反映するための専門チーム「エリアマネージメントグループ」が設置されており、ユーカリが丘内の約7,000世帯を直接訪問している。
2011年3月11日の東日本大震災以後は、コミュニティづくりの先端事例として国内外の企業や自治体からの視察が相次いでいる。山万自体も被災地復興への協力を打診されたが、街づくりは運命共同体であり、遠隔ではできないと辞退した。

## 地区
- ユーカリが丘
- 南ユーカリが丘
- 西ユーカリが丘
- 宮ノ台

## 主な施設

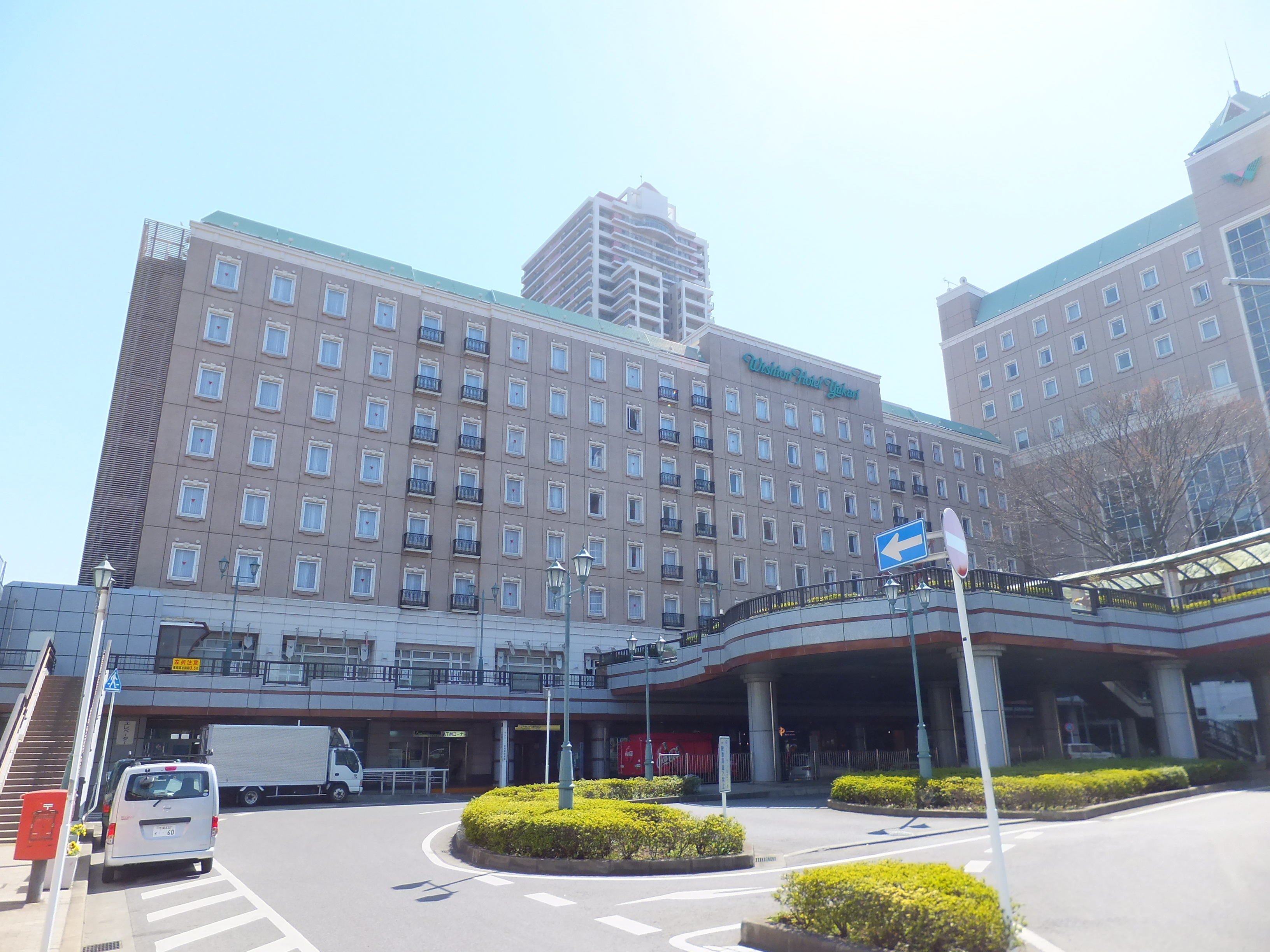
ウィシュトンホテル・ユーカリ

2019年4月時点で商業施設の総数は約400店舗、医療機関は30施設、高齢者福祉施設は3施設集積している。
- 大型商業施設
  - イオンタウンユーカリが丘[10]
  - ユーカリプラザ
  - スカイプラザ・モール
- 宿泊施設
  - ウィシュトンホテル・ユーカリ
- 娯楽施設
  - シネマサンシャイン ユーカリが丘
  - アクア・ユーカリ（お風呂のテーマパーク[11]）
  - ユーカリ・ボウル

## 交通

### コミュニティバス

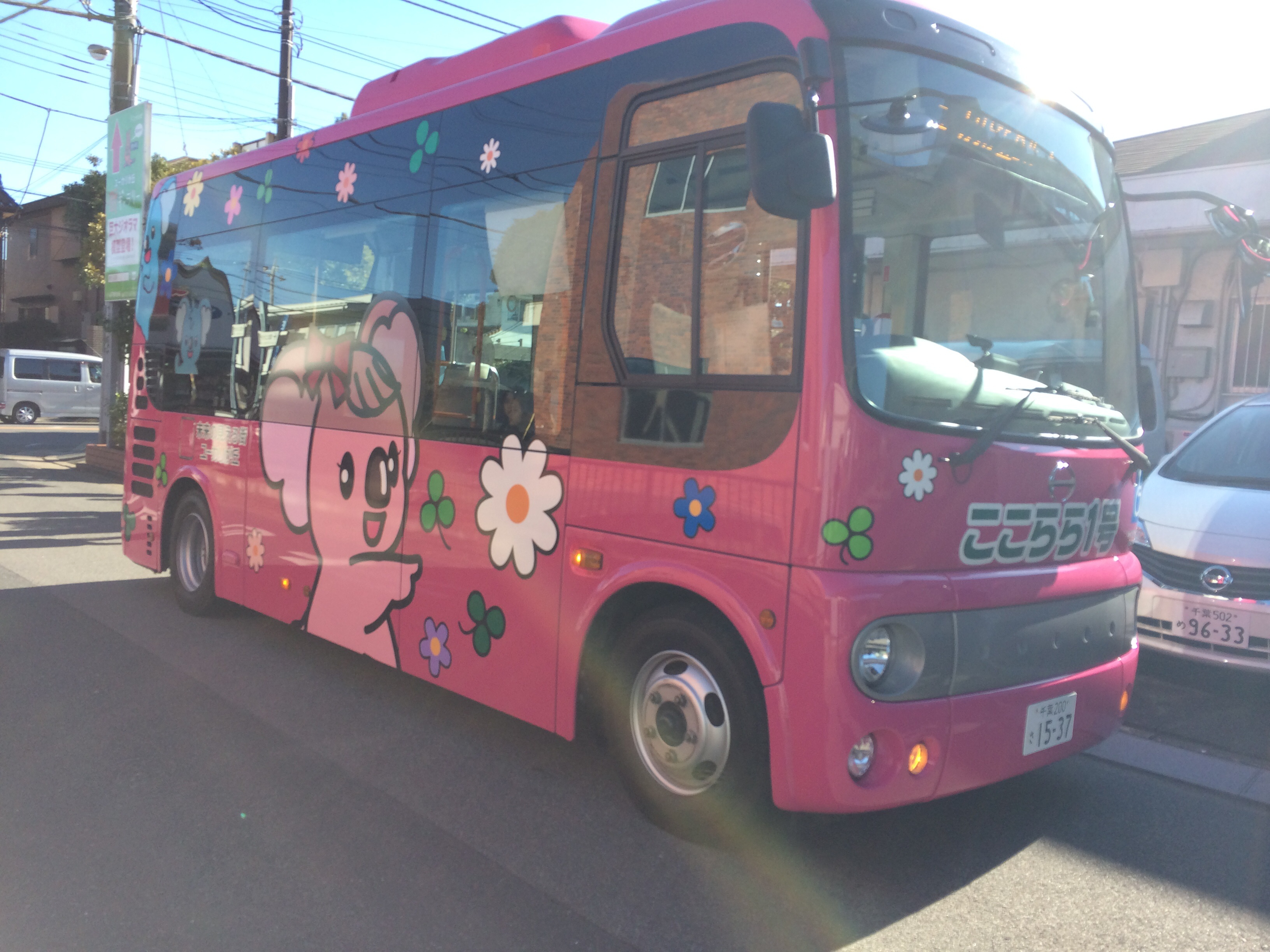
コミュニティバス ここらら1号（Dルート）

ユーカリが丘地区は分譲開始から40年以上が経過し、高齢化など新たな様相を見せている。そうした状況を受け、山万はユーカリが丘線を補完する公共交通システムの構築が必要と判断、新たに「タウン内コミュニティバス」を設定し、実証実験を継続。2020年11月、バス事業に参入した。
2009年よりユーカリが丘において電気自動車・バイク用給電スタンドの設置や、電気自動車カーシェアリングなどの事業を開始しており、コミュニティバスについても今後は電気バスを使用する計画となっている。電気バスを用いた複数回の社会実験を実施し、実用化に向けた検討を進めているが、電気バスについては法制度上の課題などがあり、導入には至っていない。
2013年7月1日より、新たにクリーンディーゼルバスを使用した「ユーカリが丘コミュニティバス社会実験」を開始し、昼間時に中学校・井野・地区センターの各駅を発着する2系統4路線を設定。同実験用車両「ここらら1号」が運行されている。
2016年からイオンタウンユーカリが丘を起点とするルートに再編されるなど、住民からの意見を募りながら、電気バスを用いた「タウン内コミュニティバス」導入に向けた事業を行った。
2020年11月、山万ユーカリが丘線列車補完等路線バス「山万コミュニティバス（こあらバス）」ユーカリが丘ニュータウン循環線（6系統5路線）の運行を開始した。
また佐倉市ではユーカリが丘駅と志津駅の間を循環運行するコミュニティバスを運行している。

#### コミュニティバス「ここらら号」(社会化実験バス)路線
ユーカリが丘駅ルート
ユーカリが丘駅-イオンタウンユーカリが丘間ノンストップ
ユーカリが丘ルート
イオンタウンユーカリが丘 - 公園駅 - 上座原ヶ作公園 - 公園駅 - イオンタウンユーカリが丘
宮ノ台ルート
イオンタウンユーカリが丘 - 公園駅 - 宮ノ台パトロールセンター - 公園駅 - イオンタウンユーカリが丘
中志津ルート (2020年9月30日運行終了)
イオンタウンユーカリが丘 - ユーカリが丘駅（降車専用） - 高千穂神社 - ユーカリが丘駅（乗車専用） - イオンタウンユーカリが丘
ユーカリが丘駅は3便のみ経由。
勝田台南・西志津ルート (2020年9月30日運行終了)
イオンタウンユーカリが丘 - ユーカリが丘駅（降車専用） - 勝田台中央公園 - 西志津多目的グランド - ユーカリが丘駅（乗車専用） - イオンタウンユーカリが丘
村上ルート (2020年9月30日運行終了)
イオンタウンユーカリが丘 - 公園駅 - 村上団地 - 公園駅 - イオンタウンユーカリが丘

#### 山万ユーカリが丘線列車補完等路線バス「山万コミュニティバス（こあらバス）」ユーカリが丘ニュータウン循環線
全路線全系統全日運行
路線バス2系統（宮ノ台5丁目・ユーカリが丘7丁目経由
ユーカリが丘駅北口 - イオンタウン西街区前 - 公園駅前 - 女子大駅前- 宮ノ台6丁目 - 井野中学校北 - 宮ノ台5丁目 - ユーカリが丘7丁目 - イオンタウン西街区前 - ユーカリが丘駅北口
路線バス3系統（西ユーカリが丘経由）
ユーカリが丘駅北口 - 公園駅前 - 女子大駅前 - 宮ノ台6丁目 - 井野中学校北 - 西ユーカリが丘4丁目 - 井野長割遺跡前 - イオンタウン西街区前 - ユーカリが丘駅北口
路線バス101系統（ユーカリが丘1・2・5丁目経由）
ユーカリが丘駅南口 - イオンタウン西街区前 - 公園駅前 - 小竹原ヶ作公園 - 小竹入口 - 五番街ハイツ前 - 公園駅前 - イオンタウン西街区前 - ユーカリが丘駅南口
路線バス102・103系統（青菅小学校・西ユーカリが丘経由）
ユーカリが丘駅南口 - イオンタウン西街区前 - 公園駅前 -  井野長割遺跡前 - 西ユーカリが丘4丁目 - 樫の木（103系統は通過） - 青菅小学校前 - 井野中学校北 - 西ユーカリが丘4丁目 - 井野長割遺跡前 - イオンタウン西街区前 - ユーカリが丘駅南口
路線バス1系統（宮ノ台5丁目・ユーカリが丘7丁目経由）※イオンタウンユーカリが丘は経由せず
ユーカリが丘駅北口 - 公園駅前 - 女子大駅前- 宮ノ台1丁目 - 井野中学校北 - 宮ノ台5丁目 - ユーカリが丘7丁目 - ユーカリが丘駅北口

#### 佐倉市コミュニティバス
志津北側ルート
全日運行
左回り（上座・小竹方面）　 ユーカリが丘駅北口 - 上座総合公園入口 - ユーカリが丘一丁目 - 小竹入口 - 先崎入口 - 青菅 - 先崎 - 青菅 - 宮ノ台入口 - 西ユーカリが丘二丁目 - 井野西谷津公園前 - 西ユーカリが丘四丁目 - 京成団地入口 - 志津駅北口 - ユーカリが丘駅北口
右回り（井野・西ユーカリが丘方面）　ユーカリが丘駅北口 - 志津駅北口 - 京成団地入口 - 西ユーカリが丘四丁目 - 井野西谷津公園前 - 西ユーカリが丘二丁目 - 宮ノ台入口 - 青菅 - 先崎 - 青菅 - 先崎入口 - 小竹入口 -ユーカリが丘一丁目 - 上座総合公園入口 - ユーカリが丘駅北口

## 街づくりに関する受賞

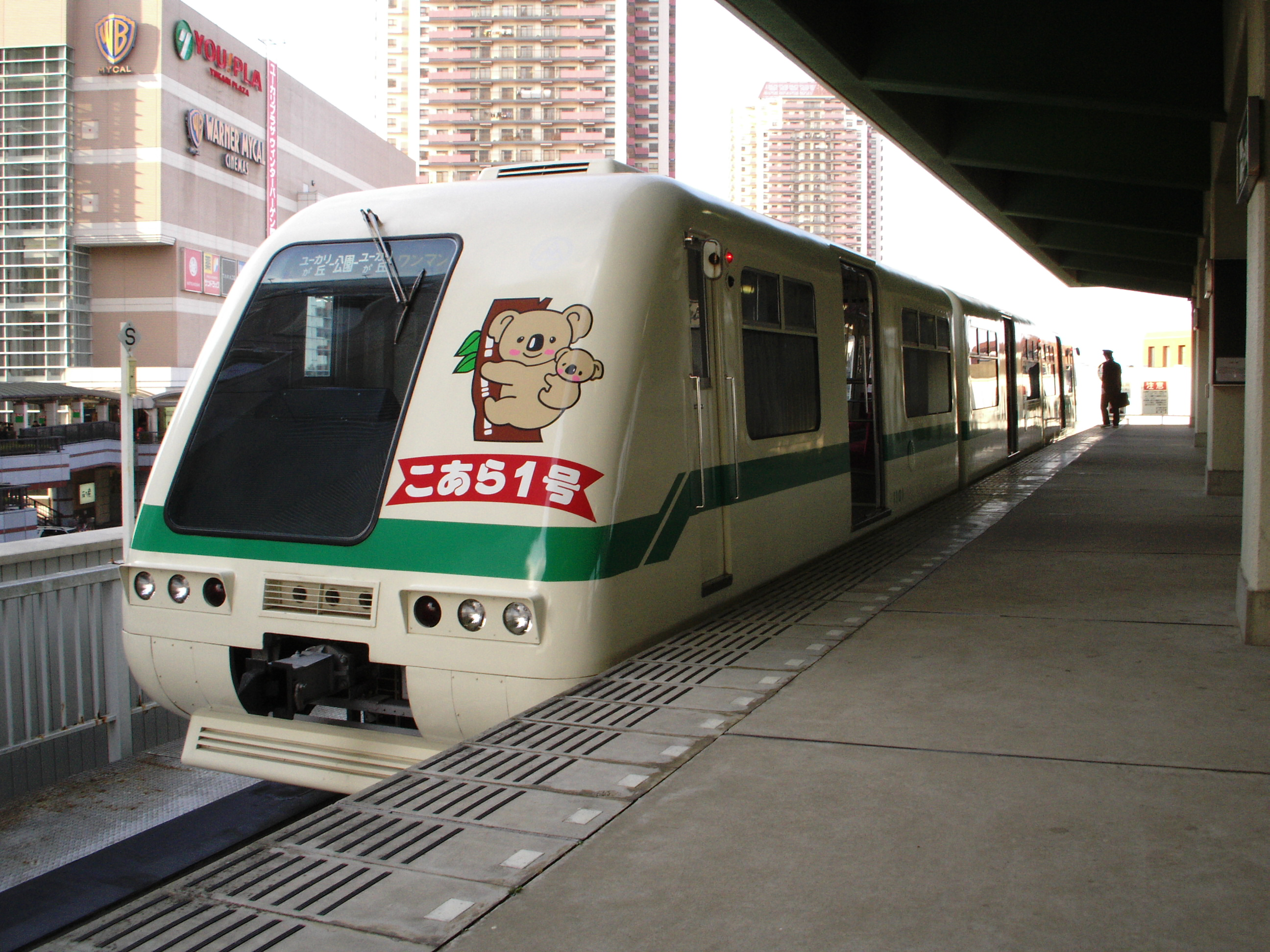
山万ユーカリが丘線

ユーカリが丘は数々の街づくりに関する賞を受賞している。
- 国際交通安全学会賞（業績部門）…1984年度（昭和59年4月）
  - 受賞対象：山万ユーカリが丘線業績題目『ニュータウン開発における新交通システム「ユーカリが丘線」の導入』
- 建設大臣賞（建設大臣表彰）第39回国土建設週間…1987年度（昭和62年7月）
  - 受賞対象：ユーカリが丘ニュータウン
- 千葉県町並み景観賞…1994年度（平成6年12月）
  - 受賞対象：ユーカリが丘・ピアセーレ
- 千葉県建築文化賞[20]…1998年度（平成10年6月）
  - 受賞対象：和洋女子大セミナーハウス
- 第1回住宅金融公庫賞…1999年度（平成11年6月）
  - 受賞対象：ロックガーデンヒルズ・南ユーカリが丘
- 全国街路事業コンクール会長賞[21]…1999年度（平成11年6月）
  - 受賞対象：ペデストリアンデッキ「京成ユーカリが丘駅北口」
- 鉄道等運転無事故事業社費表彰…1999年度（平成11年10月）
  - 受賞対象：山万ユーカリが丘線
- 日本不動産学会業績賞…1999年度（平成11年12月）
  - 受賞対象：ユーカリが丘ニュータウン『ユーカリが丘ニュータウンにおける街の成長管理』
- 日本都市計画学会賞計画設計賞[22]…1999年度（平成12年5月）
  - 受賞対象：ユーカリが丘ニュータウン
- 地球温暖化防止活動環境大臣表彰[23]…2007年度（平成19年11月）
  - 受賞対象：ユーカリが丘ニュータウン
- 公益財団法人日本デザイン振興会主催「2018年グッドデザイン賞」（Gマーク）[24][25]…2018年度（平成30年10月）
  - 受賞対象：循環型社会創出活動「ユーカリが丘限定の安心住み替えシステム『ユーカリが丘・ハッピーサークルシステム』」

## 都市計画のテーマ
ユーカリが丘は「自然と都市機能が調和した21世紀の新環境都市」を開発コンセプトとし、1997年からは「千年優都・・・ユーカリが丘シティミレニアム」、2008年からは「考える街　ユーカリが丘」、2012年からは「未来の見える街 ユーカリが丘」をテーマとされている。

## 今後の開発・整備計画

### ミライア街区
井野南土地区画整理事業地、ユーカリが丘4丁目（一部）、西ユーカリが丘4丁目、同5丁目の総面積約25ヘクタールのエリアで、環境配慮型複合開発街区「ミライア街区」の整備が2012年3月から開始されている。ユーカリが丘開発のコンセプトである「自然と都市機能の調和」を継承すると共に、40年以上にわたる街づくりの手法を最大限に活用した「人と環境にやさしい街づくり」を目指している。街区全体は、整備が進められている2本の都市計画道路（国道296号線バイパス：都市計画道路3・4・18号線、3・4・5号線）の交差点を中心とし、環境共生・ライフスタイル提案型の「ロードサイド型大規模ショッピングモールエリア」、光熱費ゼロ住宅を基軸とした「戸建住宅（スマートハウス）エリア」、長期優良住宅認定を受け、首都圏直下型地震に対応するための防災能力を強化した「免震タワーマンションエリア」の3エリアを、2013年度までに一体整備を行った。

### ユーカリが丘駅北口再開発
ユーカリが丘駅北口の現在駐車場、みずほ銀行ユーカリが丘支店のあるエリアに、順天堂大学、市民ホール、商業施設などを一体的に整備し、「街に開かれた文教地区」とする。
具体的な整備時期などの情報は、公表されていない。

### 福祉の街
ニュータウン北側の宮ノ台エリアの総面積約15ヘクタールのエリアで整備のすすめられている、福祉サービスの拠点地域。オーストラリアで開発された要介護者の自律的機能回復を促進する介護手法「ダイバージョナルセラピー」を取り入れた「ケアガーデン（約3,000坪）」を中心に、特別養護老人ホームや介護老人保健施設、学童保育併設型グループホーム、貸農園などが整備されている。将来的に、佐倉市をはじめとする広域行政圏を念頭に置いた福祉サービス提供・人材育成拠点として整備を進める。

### スマートシティ
ユーカリが丘内で新しく販売される一戸建住宅のすべてに太陽光発電設備とガス発電（もしくは夜間電力蓄電設備）を設置し、「光熱費ゼロ住宅」として供給する計画。既に、2011年から一部一戸建住宅で導入されている。将来的には、各家庭の太陽光発電等を一括管理することで、ニュータウン全体をメガソーラー発電所とする「タウンメガソーラー構想」なども計画されている。

### ビオトピア街区
宮ノ台3丁目、同6丁目の総面積約11ヘクタールのエリアで整備されている自然環境共生街区の整備が、2002年から開始されている。第1期計画として、調整池を改良して整備された親水公園「宮の杜公園」を中心に、環境共生型集合住宅、クリニックモール、商業施設、ログハウスを中心とした一戸建が整備された。第2期として、アクティブシニア向けの集合住宅整備が計画されている。

### タウン・クラウド・システム
ニュータウン内で営業する店舗の情報やクーポン券、チラシなどと地域の病院情報、気象情報、公共情報などを、住民と各店舗・施設・山万が双方向に送受信するとともに、大規模災害時の地域災害情報を山万が一元的に収集し、住民に配信するための地域クラウドの構築計画。
2009年に山万・NTT東日本・ジョルダン株式会社の3社が共同で「ユーカリが丘未来情報都市プロジェクト 実証実験」を実施。2010年には、NTT東日本のタブレット端末「光iフレーム」を住民に配布、ジョルダンのコミュニティ・クラウド・サービス「CommuCs（コミュックス）」を基幹システムとしたユーカリが丘専用の情報配信システム「ユーカリが丘アプリ」をリリースした。2012年3月には、アンドロイドアプリ「ユーカリが丘CommuCs（コミュックス）」をリリース、システムのユーザー範囲を拡大した。今後、ホームページ、スマートフォン、地域データ放送への展開を予定している。

## ロケ地

### ドラマ
- 短編ドラマ『暑空が好き』（1994年11月11日）
  - バラエティ番組『ウンナン世界征服宣言』（日本テレビ）内の、監督志望の内村光良が監督を務める企画のロケ地として登場。主演：水野美紀、共演：入江雅人、出川哲朗など。
- ケータイ恋愛ドラマ『100シーンの恋』vol.3 石黒英雄編 No.3「彼女の妊娠」〜マイホーム編〜
  - 主人公の勤務先が不動産会社（劇中でも山万）という設定であり、ロックガーデンヒルズ南ユーカリが丘の販売営業所・モデルハウスでロケが行われた。

### 映画
- 映画『アインシュタインガール』（監督：及川中、主演：岩佐真悠子、2005年制作）
  - 全編、ユーカリが丘でロケ撮影がなされており、印旛沼に代表される緑と高層ビル群とが調和した、印象的な風景を見る事ができる。また、ユーカリが丘線「こあら号」が、時空を越えるタイムマシンとなって登場する。